# Deserto de Ferio
O Deserto de Ferio é um deserto localizado no centro de Senegal, África.